# Sụn sườn
Sụn sườn (tiếng Anh: Costal cartilage) là các thanh sụn trong giúp kéo dài xương sườn về phía trước và góp phần làm co giãn các vách của ngực. Sụn sườn chỉ có thể thấy ở đuôi trước của xương sườn, tạo nên phần mở rộng ở giữa.

## Hình ảnh minh họa

Vị trí của sụn sườn (hiển thị màu đỏ). Ảnh động.
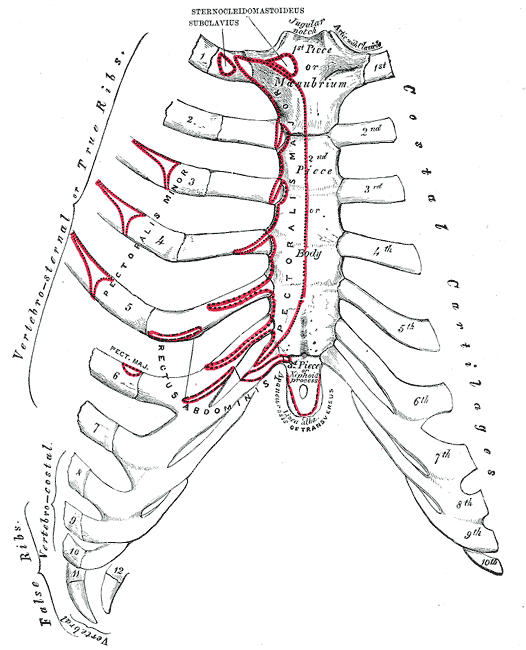
Mặt trước của xương ức và sụn sườn.